# Synodní kurátor

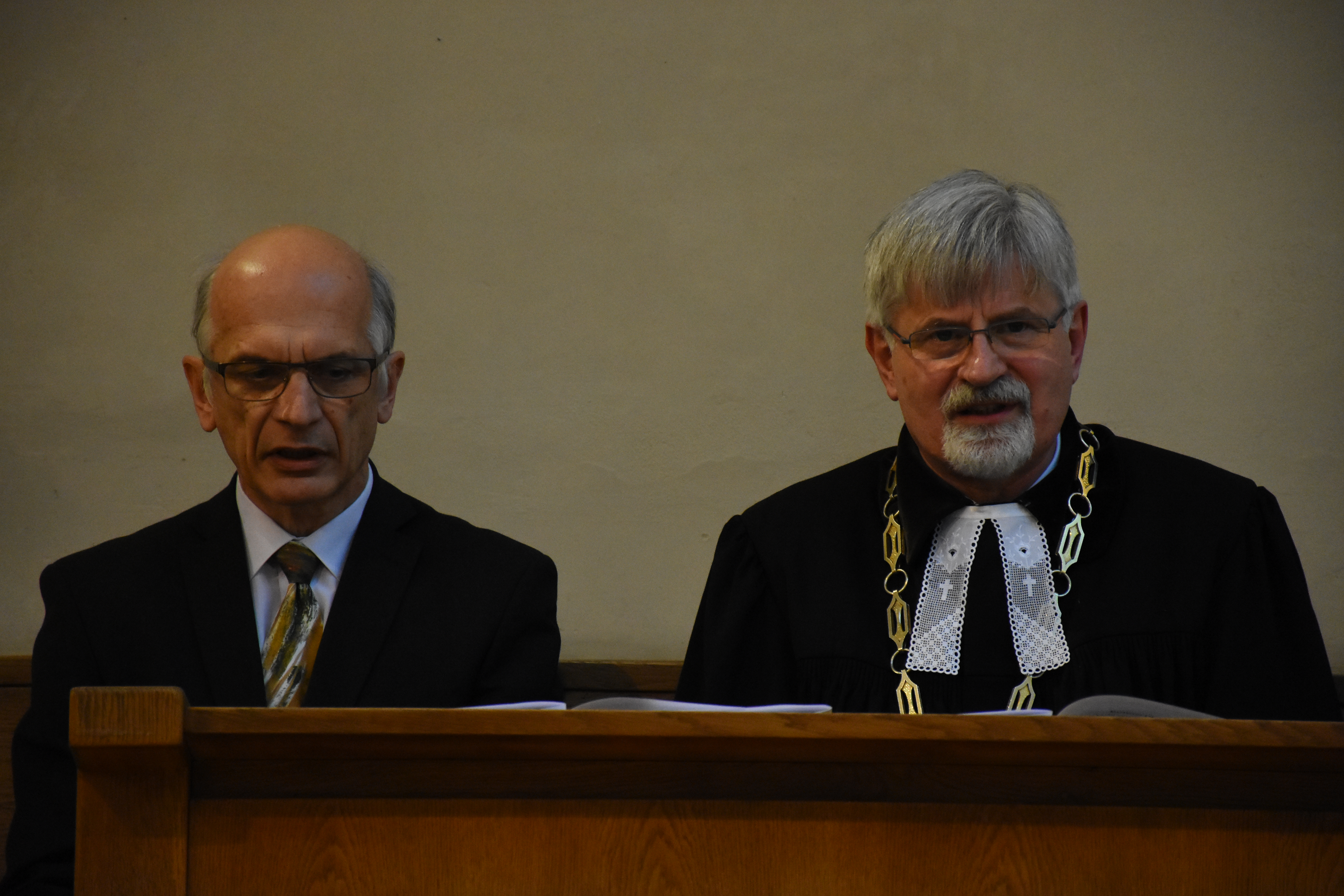
Synodní kurátor Vladimír Zikmund (vlevo) se synodní seniorem Danielem Ženatým při instalaci synodní rady (2015)

Synodní kurátor je spolu se synodním seniorem nejvyšším představitelem Českobratrské církve evangelické a členem synodní rady. Je volen z řad neordinovaných členů církve (tzn. z řad laiků).

## Seznam synodních kurátorů ČCE
- Ferdinand Kavka (1921–1939)
- PhDr. Antonín Boháč (1939–1950)
- JUDr. Pavel Šimek (1950–1953)
- JUDr. Gustav Hrejsa (1953–1959)
- JUDr. Pavel Šimek (1959–1971) (podruhé)
- JUDr. František Škarvan (1971–1979)
- Miloš Lešikar (1979–1991)
- doc. MUDr. Zdeněk Susa, CSc. (1991–1997)
- Lydie Roskovcová (1997–2003)
- MUDr. Mahulena Čejková (2003–2009)
- Lia Valková (2009–2015)
- Ing. Vladimír Zikmund (2015–2021)
- Jiří Schneider (od listopadu 2021)